# كأس أيرلندا الشمالية 2018–19
كأس أيرلندا الشمالية 2018–19 (بالإنجليزية: 2018–19 Irish Cup)‏ . أقيم خلال الفترة 18 أغسطس 2018 وحتى 4 مايو 2019، وأشرف على تنظيمه الاتحاد الأيرلندي لكرة القدم، وكان عدد الأندية المشاركة فيه  126، وفاز فيه نادي كروسيدرز.